# Bore (Emilia-Romagna)
Bore ist eine Gemeinde mit 632 Einwohnern (Stand 31. Dezember 2023) in der Provinz Parma, Region Emilia-Romagna. 
Die Nachbarorte von Bore sind Bardi, Morfasso (PC), Pellegrino Parmense, Varano de’ Melegari, Varsi und Vernasca (PC).

## Demografie
Bore zählt 497 Privathaushalte. Zwischen 1991 und 2001 fiel die Einwohnerzahl von 1056 auf 904. Dies entspricht einer prozentualen Abnahme von 14,4 %.